# Glijgetal
Het glijgetal G is de verhouding tussen de horizontale afgelegde afstand en de verticale afgelegde afstand (verminderde hoogte) van een niet aangedreven object dat zich voortbeweegt door de atmosfeer. Het glijgetal wordt gegeven van onder andere: een elementair vleugelprofiel, een vleugel of een heel vliegtuig.

## Beschrijving
Het glijgetal is afhankelijk van:
- profiel : de profielkenmerken Kp ... G = f{α, d, f, Re,vorm,:{\displaystyle \nu }, oppervlakteruwheid μ , ...}
- vleugel : de profielkenmerken en de vleugelkenmerken Kv ... G = Kp + f{b, planvorm, winglets, ...}
- vliegtuig : vleugelkenmerken en de vliegtuigkenmerken Kt ... G = Kt + f{romp,schroef, ...}

Het glijgetal is afhankelijk van de eigenschappen van de vleugel (en niet van het gewicht hiervan). Het glijgetal is een constante eigen aan de vleugel.
Het maximum glijgetal is afhankelijk van de configuratie van de vleugel, zoals het al dan niet gebruiken van de vleugelkleppen en de invalshoek. In het jargon wordt dit maximum vaak "het glijgetal"' genoemd om de kwaliteit aan te duiden in de beste configuratie.
Omdat zowel in de horizontale als in verticale snelheid van de vleugel hetzelfde tijdselement zit, is het glijgetal ook gelijk aan de verhouding van de horizontale en verticale snelheden.

## De fijnheid
De voorloper van het glijgetal is de fijnheid. De fijnheid is het omgekeerde van het glijgetal. Hoe kleiner de waarde van de fijnheid, des te fijner de vleugel, hoe kleiner de glijhoek en hoe groter het glijgetal en zweefcapaciteiten. Dit betekent hoe fijner, hoe verder een vliegtuig zweeft voor eenzelfde hoogteverlies.

## Voorbeeld
Een zweefvliegtuig is in horizontale vlucht en de stuurknuppel is in de neutrale stand. De natuur zal zoeken naar het grootste rendement en de zwever in een glijvlucht brengen waarbij de kleinste glijhoek wordt aangenomen.
Moderne zweefvliegtuigen van kunststof hebben veelal glijgetallen van 45 of hoger. Dat wil zeggen dat een vliegtuig dat zich op 1 kilometer hoogte bevindt, gegeven een standaardatmosfeer, theoretisch 45 kilometer in rechte lijn kan vliegen alvorens het de grond raakt. Wind, belading of uitgevoerde manoeuvres kunnen de in de praktijk aflegbare afstand vergroten of verkleinen.

## Voorbeelden
Hieronder enkele waarden voor het glijgetal, fijnheden en glijhoeken
| Item                    | Fijnheid     | glijgetal | glijhoek  |
| ----------------------- | ------------ | --------- | --------- |
| Baksteen                | ∞            | 0         | 90°       |
| Valscherm               | ∞            | 0         | 90°       |
| Glijscherm              | 0,3 → 0,13   | 3 → 8     | 20° → 8°  |
| Helikopter - Gyrocopter | ∞ → 0,3      | 0 → 3     | 90° → 20° |
| DPM                     | 0,2 → 0,13   | 5 → 8     | 12° → 8°  |
| ULM - sportvliegtuig    | 0,14 → 0,08  | 8 → 12    | 8° → 4°   |
| Passagiersvliegtuig     | 0,075 → 0,05 | 15 → 20   | 4° → 3°   |
| Zweefvliegtuig          | 0,05 → 0,02  | 20 → 60   | 3° → 1°   |